# Viorel Știrbu
Viorel Știrbu (n. 2 octombrie 1940, Buciumi, județul Sălaj – d. 21 septembrie 2015, București) a fost un scriitor, prozator, editor și jurnalist român. Membru al Uniunii Scriitorilor din 1967, Viorel Știrbu a fost director al Teatrului de Stat din Turda între 1967 și 1971 și director al editurii „Viitorul Românesc” din 1992.
Romanele sale de debut (Un septembrie frumos, Colecția „Luceafărul”, 1967; Oameni singuri, Editura pentru Literatură, București, 1968) au fost considerate de critica vremii nu numai mature, ci și de o frapantă modernitate. Ulterior, comentând și alte cărți ale prozatorului, critica literară a făcut dese referiri la Franz Kafka, Friedrich Dürrenmatt, Edgar Allan Poe sau Henry James.
Printre romanele cele mai emblematice se numără Marele Sigiliu (Ed. Cartea Românească, 1976), trei volume monumentale dedicate Revoluției Române din 1848, care îl au în centrul atenției pe Nicolae Bălcescu; Moara de Nisip, publicat pentru prima dată în 1995, la Editura Viitorul Românesc din București sub titlul Vămile Damascului sau Moara de Nisip, un roman a cărui acțiune se întinde pe mai multe decenii ale istoriei noastre recente și care se continuă cu Isus Tămăduitorul (Editura Viitorul Românesc, București, 2000) - reeditată sub titlul de Moara de Vorbe sau Isus Tămăduitorul (Editura România Press, București, 2003), Scriitori de viață lungă, 2015.

## Date biografice
Viorel Știrbu s-a născut pe 2 octombrie 1940, în Buciumi, județul Sălaj. Este fiul Anei (născută Aciu) și al lui Ioan Știrb, țărani.

## Studii
- Școala elementară din Buciumi (1947-1953)
- Școala medie de 10 ani, astăzi Liceul „Simion Bărnuțiu” din Zalău (1953-1957)
- Facultatea de Filologie - Limba și literatura română - Universitatea Babeș-Bolyai din Cluj Napoca (1960-1964)

## Funcții deținute de-a lungul carierei
- 1964, redactor la ziarul "Turda Nouă"
- 1965-1967, șef al secției Cultură al orașului Turda, la Comitetul de Cultură
- Din 1967, membru al Uniunii Scriitorilor din România
- 1967-1971, director al Teatrului de Stat din Turda, ulterior denumit Teatrul Aureliu Manea Turda
- 1971, referent literar la Teatrul Tineretului din Piatra Neamț
- 1972, redactor la „Tribuna școlii”, București
- 1973-1985, secretar literar la Casa Centrală a Creației, ulterior devenit Institutul de Cercetări Etnologice și Dialectologice
- 1985-1987, redactor principal la revista „Urzica”
- 1987-1990, director al serviciului personal la Uniunea Scriitorilor
- 1990, redactor principal la revista „Luceafărul”
- 1991, redactor-șef la ziarul „Viitorul Românesc”
- 1992, fondator și director Editura „Viitorul românesc

## Turda și debutul literar
Din 1964, lucrează la Turda, ca redactor la ziarul „Turda nouă”, devine apoi șeful secției Cultură al orașului Turda la Comitetul de Cultură între 1965 și 1967.
Din 1967 este director al Teatrului de Stat Turda până în 1971.
Debutează la „Tribuna”, în 1965, cu proză originală, "Aceeași țintă", avându-i ca mentori, după propriile afirmații pe Mircea Zaciu, Vasile Rebreanu, Dumitru Radu Popescu, Ion Lungu, Ion Oarcășu, Domițian Ceșereanu. 
Debutul editorial este volumul de schițe și povestiri "Un septembrie frumos", apărut și publicat în Colecția „Luceafărul”, Editura Tineretului, în 1967. Volumul de debut este o culegere de povestiri cu o ironie bine stăpânită, un sentiment al inutilului existențial foarte puternic și care se ocupă de „individul contemporan din mediul provincial” (criticul literar Marian Popa).
În 1968, publică romanul "Oameni Singuri", Editura pentru Literatură, București. Schițele și povestirile începutului de drum constituie satire polițiste, parabole politice sau fragmente de atmosferă fantastică, vizând situații absurde. În "Oameni singuri", Viorel Știrbu abordează proza cu latură polițistă, trei personaje fiind acuzate pe nedrept pentru o crimă.
Continuă să publice proză apropiată de factura celei polițiste în romanul "Însemnările agentului Adam", apărut tot în 1968, la Editura Tineretului. Romanele următoare diversifică temele abordate preocupându-se de depersonalizarea și alienarea omului: "Cortegiul" (roman, Editura Pentru Literatură, Buc., 1969). Lipsa de personalitate a lui Iacob Stan, mic funcționar într-un orășel de provincie, îl determină să ceară medicului psihiatru eliberarea unui certificat medical de alienat mintal. După obținerea actului mult dorit, personajul va cunoaște drama omului care trăiește într-un univers alienat, creație a propriei sale imaginații. Dobândind „libertatea absolută", își dă seama că nu are ce face cu ea: „Sentimentul de libertate totală, de anarhie mai bine zis, după care năzuise, se spulberase: avea dreptul aproape la orice și nimeni nu-i cerea socoteală. Asta îl întristă". Mecanismul birocratic de la serviciul de pompe funebre, relevarea unor existențe terne, prezența personajelor care trăiesc gustul amar al inutilității - toate creează o atmosferă kafkiană.
În 1971, este referent literar la Teatrul Tineretului din Piatra Neamț.
Va avea colaborări permanente cu o serie de reviste literare ale vremii de la „Tribuna”, „Steaua”, “Luceafărul”, „Familia”, „Cronica”, „Tomis”, „Viața românească”, „Convorbiri literare”, „România literară” etc.

## București, maturitatea literară și "Marele Sigiliu"
Stabilit la București, va fi redactor la „Tribuna școlii” (1972) și apoi secretar literar la Casa Centrală a Creației, ulterior devenit Institutul de Cercetări Etnologice și Dialectologice (1973-1985).
Publică proză scurtă "Urma" (Editura Cartea Românească, 1974) și un nou roman care dezbate consecințele morale și psihologice ale fanatismului religios: "Canionul", roman, Editura Dacia, Cluj-Napoca, 1975.
În 1976 apare "Marele Sigiliu", trei volume, Ed. Cartea Românească, 1976–1979, un roman monumental dedicat revoluției române din 1848, care îl are în centrul atenției pe Nicolae Bălcescu și tovarășii săi de idei și fapte. „E o datorie a timpului nostru să ne rescriem și istoria adevărată”, scria Mihai Gafița în prefața primului volum. În 1987, Marele Sigiliu este reeditat în două volume (1987, Editura Cartea Românească).
Romanul "Marele Sigiliu" analizează pe larg aspectele ideologice ale revoluției, mișcările tactico-militare, momentele ocupării Bucureștiului de către armatele otomane și țariste, începutul dramaticului exil al revoluționarilor munteni, ofensivele și contraofensivele trupelor maghiare, austriece și române, printre altele, și propune noi perspective și interpretări atât asupra evenimentelor cât și asupra personalităților vremii. „Cartea lui Viorel Știrbu dă o mare amploare universului care se leagă de locul și rolul națiunii române în contextul european pe de o parte, de puterea populară instaurată prin revoluție și preocupată să constituie conștiința națională și națiunea și, în sfârșit, de ideea unității naționale a românilor. Toate acestea în principal prin Bălcescu, dar nu numai el”, continuă Mihai Gafița.
| “ | Romanul Marele sigiliu (trei volume, 1976-1979), [...] încorporează biografia politică a lui Nicolae Bălcescu în istoria revoluției române din 1848. În cuprinsul trilogiei (concentrată, la reeditare, în 1987, în două volume) se desfășoară scenariul evenimentelor petrecute în Principate (cu deosebire în Muntenia), de la acțiunea antidespotică a lui Dumitru Filipescu până în 1848, scenariul incluzând o fonogramă edificatoare a discuțiilor ideologico-politice ale revoluționarilor. Ceea ce caracterizează textul e restituirea istorică într-un spirit mult mai riguros decât cel urmat de Camil Petrescu în romanul Un om între oameni. Revoluției pașoptiste nu i se mai atribuie un caracter exclusiv antiotoman, ci, în primul rând, antițarist. Rolul și poziția în revoluție a diferitelor personalități (Ion Heliade-Rădulescu, C.A. Rosetti) e stabilit cu mai multă exactitate. | ” |

Urmează "Pe urmele lui Alexandru Ioan Cuza" (co-autor Dan Bogdan, Editura Sport-Turism, București, 1985). 
Între 1985 și 1987 este redactor principal la „Urzica” 1985-1987, și, ulterior, director al serviciului personal la Uniunea Scriitorilor (1987-1990).
În 1989, va publica "Ce departe e dimineața aceea", un volum de nuvele care surprinde absurdul existenței supusă regulilor și stereotipurilor. Contextul și firul narațiunii presimt schimbările politice și sociale, cartea apărând chiar în decembrie 1989 la Editura Cartea Românească.
În 1990 preia funcția de redactor principal la revista Luceafărul, iar în 1991 devine redactor-șef la ziarul Viitorul Românesc.
În acest timp, activitatea editorială și jurnalistică continuă prin colaborările cu revistele „Tribuna”, „Steaua”, „Luceafărul”, „Viața românească”, „Contemporanul”, „Cronica”, „Armonia”, „Vatra”, „Convorbiri literare”, „Europa liberă”, „Curierul Românesc”, „România literară”, „Adevărul literar și artistic”, „Cronica română” etc.
În 1991 a publicat Ancheta de iarnă (roman, două volume, Editura Militară, București) iar în 1992 Paznici la drumul mare (Editura Eminescu, București), un roman satiric, despre istoria unei ciudate întreprinderi, o alegorie a societății românești de ieri, de azi și, poate, de mâine. Volumul amintește  – conform cronicilor – de Cooperativa pentru coarne și copite a lui Ilf și Petrov.
În 1992 înființează Editura „Viitorul românesc”, unde este director.

## Moara de Nisip
Între 1995 și 2003 publică următorul roman emblematic Moara de nisip, apărut pentru prima dată în 1995, la Editura Viitorul Românesc din București, reluat sub titlul Vămile Damascului sau Moara de nisip (ediție revăzută și adăugită, Editura Viitorul Românesc, București, 2003). Un roman a cărui acțiune se întinde pe mai multe decenii ale istoriei noastre recente, explorând prin personaje exponențiale, transformarea societății contemporane. Moara de nisip se continuă cu Isus Tămăduitorul (Editura Viitorul Românesc, București, 2000), reeditată sub titlul de Moara de Vorbe sau Isus Tămăduitorul (Editura România Press, București, 2003).
Ciclul Morilor cuprinde și este reunit într-o ediție nouă – a II-a și cea definitivă – sub titlul Moara de Nisip, vol. 1 și 2, editura Verus, în 2009.

## Distincții
A fost distins cu Ordinul Meritul Cultural clasa a III-a (1971) „pentru merite deosebite în opera de construire a socialismului, cu prilejul aniversării a 50 de ani de la constituirea Partidului Comunist Român”.

## Opera
- Un septembrie frumos, proză scurtă, Ed. Tineretului, București, 1967;
- Oameni singuri, roman, E.P.L., București, 1968;
- Aventurile agentului Adam, Ed. Tineretului, București,1968;
- Cortegiul, roman, E.P.L., București, 1969;
- Urma, proză scurtă, Ed. Cartea Românească, București, 1974;
- Canionul, roman, Ed. Dacia, Cluj-Napoca, 1975;
- Marele sigiliu, roman, trei volume, Ed. Cartea Românească, București, 1976-1979; reeditare în două volume, Ed. Cartea Românească, București, 1987;
- Pe urmele lui Alexandru Ioan Cuza (în colaborare cu Dan Bogdan), Ed. Sport-Turism, București, 1985;
- Ce departe e dimineața aceea..., proză scurtă, Ed. Cartea Românească, București, 1989;
- Anchetă de iarnă, roman, două volume, Ed. Militară, București, 1991;
- Paznici la drumul mare, roman satiric, Ed. Eminescu, București, 1992
- Moara de nisip, Ed. Viitorul Românesc, București, 1995; ediția (Vămile Damascului sau Moara de nisip), Ed. Viitorul Românesc, București, 2003;
- Iisus Tămăduitorul, Ed. Viitorul Românesc, București, 2000; ediția (Moara de vorbe sau Iisus Tămăduitorul), Ed. România Press, București, 2003;
- Moara de nisip, București, 2009; ediția revizuită  vol. 1 și 2, Ed. Verus, București;
- Scriitori de viață lungă, Ed. Bibliostar, Râmnicu Vâlcea, 2015.